# François van Vlierden
L'histoire de l'abbaye de Parc est celle d'un monastère de l'ordre des Prémontrés situé dans la commune d'Heverlee, dans le Brabant flamand belge, fondé en 1129 et toujours en activité en 2021. Son 32e abbé François van Vlierden a exercé de 1583 à sa mort, en 1601.
L'abbé François van Vlierden a été confronté à une période de grande pauvreté à l'abbaye, mais il a tenu à œuvrer à la réorganisation de plusieurs abbayes, en particulier à Anvers, Grimbergen, Averbode et Ninove, refusant aussi la promotion à deux évêques.
Sur le plan politique, à la suite de la délivrance de Bruxelles par Alexandre Farnèse en 1585, il fut chargé de la comptabilité des dettes du pays, lequel soutenait l'effort de guerre de l'armée. Cette période correspond aussi à la fin d'un exil de huit années pour la communauté de Parc.

## Chronologie
François van Vlierden entre à l'abbaye de Parc en 1572, profès en 1573, prêtre en 1574, sous-prieur en 1574, administrateur de l'abbaye en l'absence de son abbé le 7 juillet 1578, prior vacantiarum au collège des Prémontrés à Louvain en 1581, licencié en théologie en 1583.
Il est élu abbé de Parc le 9 mars 1583 et bénit le 2 mai 1583, installé en réalité avec peu d'apparat, à cause de la situation d'exil de la communauté décidée par son prédécesseur Ambroise Loots, le docteur Michel De Bay présidant la cérémonie et le sacre se faisant par l'évêque de Middelbourg, qui y est autorisé par l'archevêque de Malines Jean Hauchin,.
François van Vlierden meurt de la peste dans l'enceinte de l'abbaye le 3 mai 1601 et, déposé dans un caveau, est enterré dans l'abbatiale, à la droite du chœur, devant l'autel de la chapelle Saint-Jean-Baptiste,,.

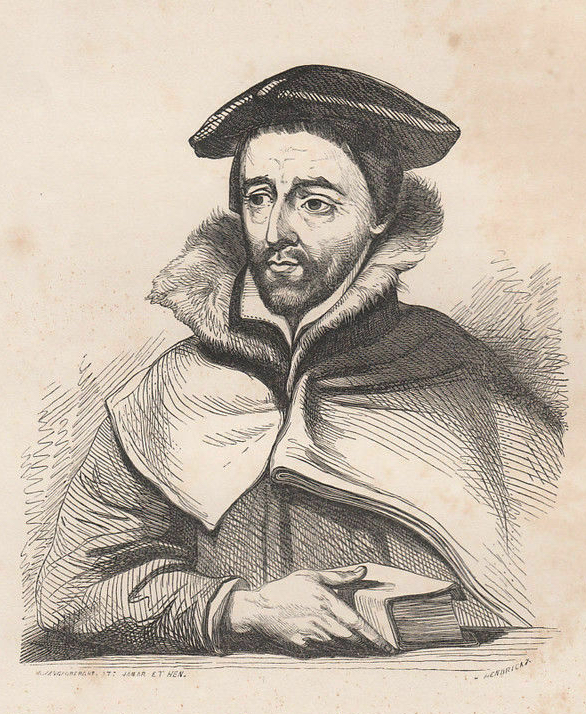
Michel De Bay.
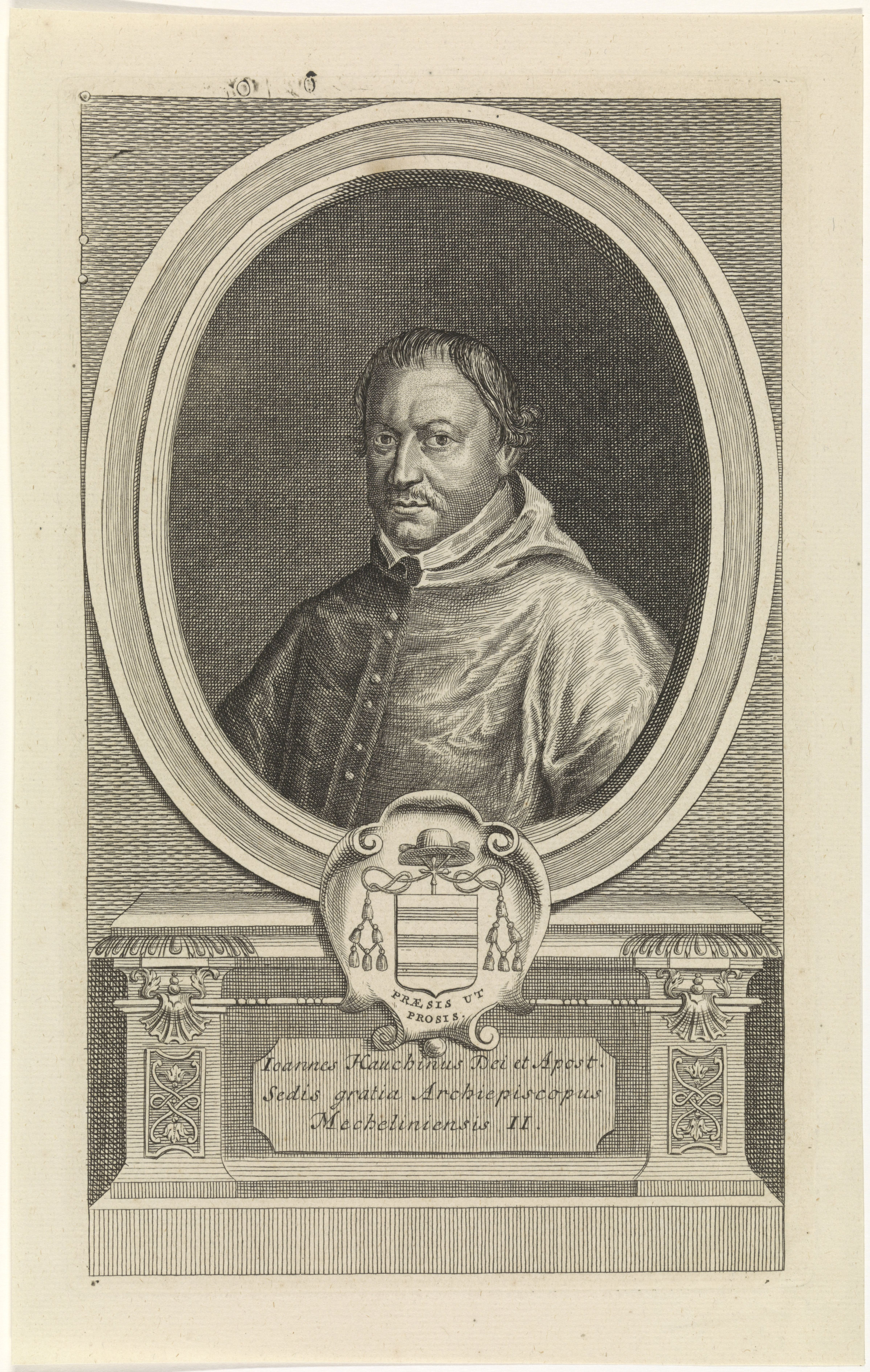
L'archevêque de Malines Jean Hauchin.

## Abbatiat

### Affaires religieuses
L'abbé François van Vlierden est vicaire général et visiteur apostolique des circaries (provinces) de Brabant et de Frise en 1584, visiteur apostolique et conservateur des statuts du chapitre Saint-Pierre à Louvain en 1595. Il contribue à la réorganisation de l'abbaye Saint-Michel d'Anvers, en lui fournissant un prieur et un sous-prieur de son abbaye. Il travaille en même temps vigoureusement au rétablissement des abbayes de Grimbergen, d'Averbode et de Ninove. Il refuse la promotion à deux évêques, dont celui d'Anvers.
À la fin de son abbatiat, la pauvreté a régné à l'abbaye de Parc, mais c'est aussi avec cet abbé que se termine l'époque de la lutte politique. En effet, avec son successeur, l'abbé Jean Druys, se lève l'aurore de la splendeur de l'activité religieuse et scientifique.

### Affaires politiques

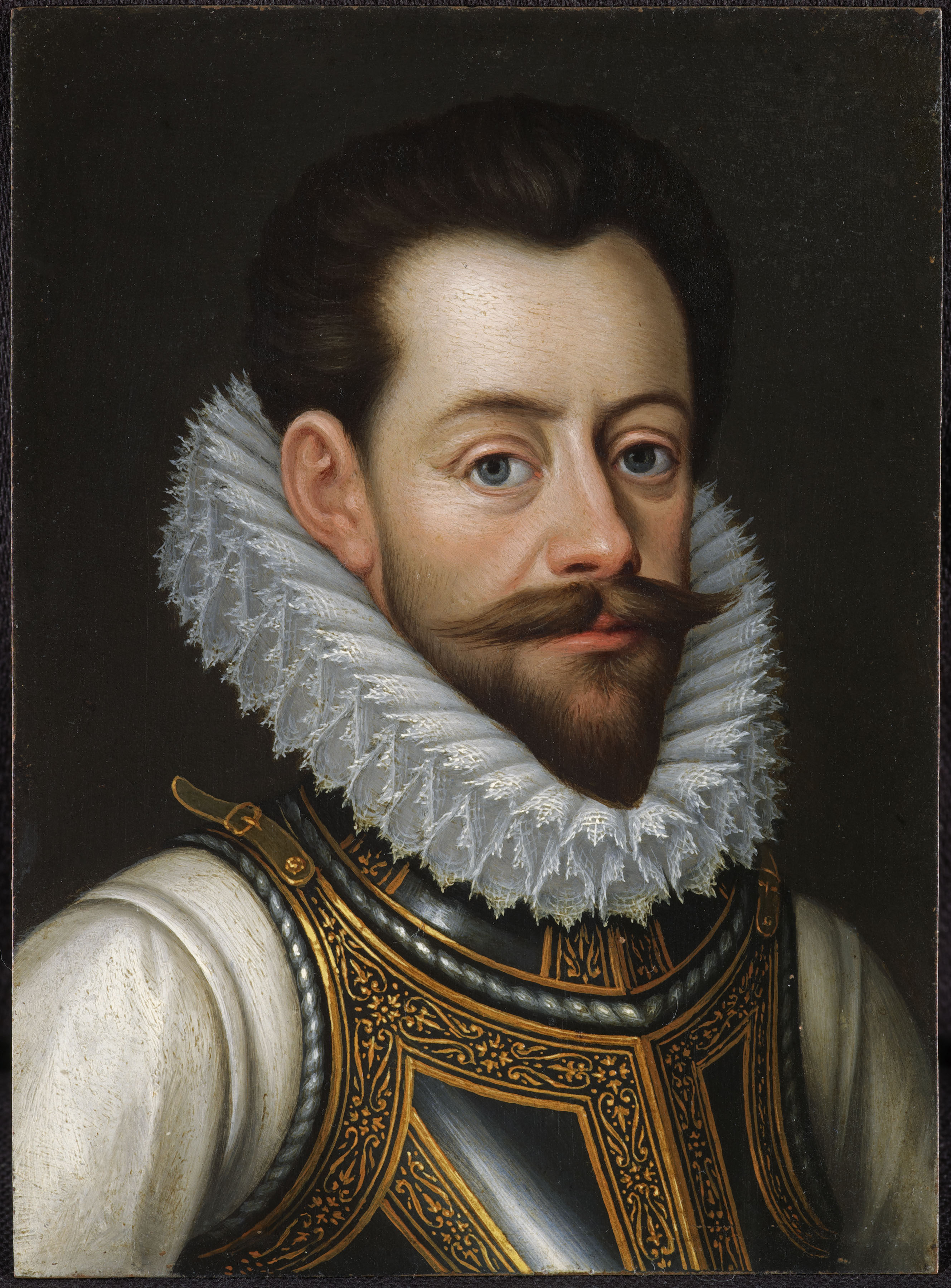
Alexandre Farnèse.

Après la prise de Bruxelles en 1585 par le gouverneur du pays Alexandre Farnèse, les États de Brabant se réunissant sur son ordre, pour notamment faire le point sur les dettes des États et exonérer de charges l'armée, l'abbé François van Vlierden est alors chargé de mettre en ordre toutes ces dettes. Cette délivrance de Bruxelles par le prince de Parme, le 24 novembre 1585, permet à l'abbé de reconduire ses religieux dans leur abbaye, après une absence d'environ huit années, son prédécesseur ayant décidé antérieurement de la quitter à cause des risques encourus,.
Cependant, en 1586 et 1590, les opposants ont continué leurs déprédations, et à la fête de la Sainte-Trinité, en 1590, ils ont failli incendier complètement l'abbaye.

## Postérité

### Indication posthume
Dans son ouvrage cité dans la section « Bibliographie » du présent article, J.E. Jansen accompagne la chronologie de l'abbé François van Vlierden d'une indication en latin le concernant et qu'un outil informatique traduit par : « Un homme de grand savoir, plein de sagesse et la plus grande des souffrances pour la pauvreté à Parc. Un partisan des érudits et à leur tête. Il déplore que tant d'hommes dans le domaine de l'énergie et du progrès souffrent, et soient si mécontents de la communauté de Parc, sans se rendre compte que la communauté n'est pas responsable de leur malheur. »,.

### Pierre sépulcrale
Le successeur de l'abbé François van Vlierden, l'abbé Jean Druys, lui érige une pierre sépulcrale avec l'épitaphe suivante :
| Hic jacet R. in Christo Pater ac Dominus D. Franciscus Van Vlierden S. paginœ licentiatus, olim monasterii hujus Parcensis abbas dignissimus, qui obiit anno 1601.3.May. |

### Portrait
Le portrait de l'abbé François van Vlierden est conservé à l'abbaye de Parc, précisément sur l'un des volets du retable qui figure sur l'autel de Saint-Jean-Baptiste, l'abbé y est agenouillé avec son frère et l'on voit à ses côtés son patron saint François,.

### Armes de l'abbé
Les ornements extérieurs des armes de cet abbé auraient pu être ceux des Prémontrés, dont l'habit est entièrement blanc. Ceux-là ont coutume de timbrer leur blason du chapeau prélatice d'argent, mais il s'avère que les abbés flamands d'avant la Révolution française utilisaient des ornements extérieurs spécifiques accompagnant leur blason.
Les armes de l'abbé François van Vlierden se blasonnent : « d'argent à trois anilles de sable »,. La devise qui y est associée, identique à celle de l'abbaye de Parc est : « Ne quid nimis »,. Ce blason est emprunté à la famille de l'abbé et conservé à l'abbaye de Parc, notamment sur un tableau de synthèse daté de 1724 identifiant les armes de tous ses abbés.
Un examen de l'armorial des abbés de Parc permet de rapprocher ces armes de l'ensemble des armes des abbés de Parc.

Ornements extérieurs des abbés prémontrés.
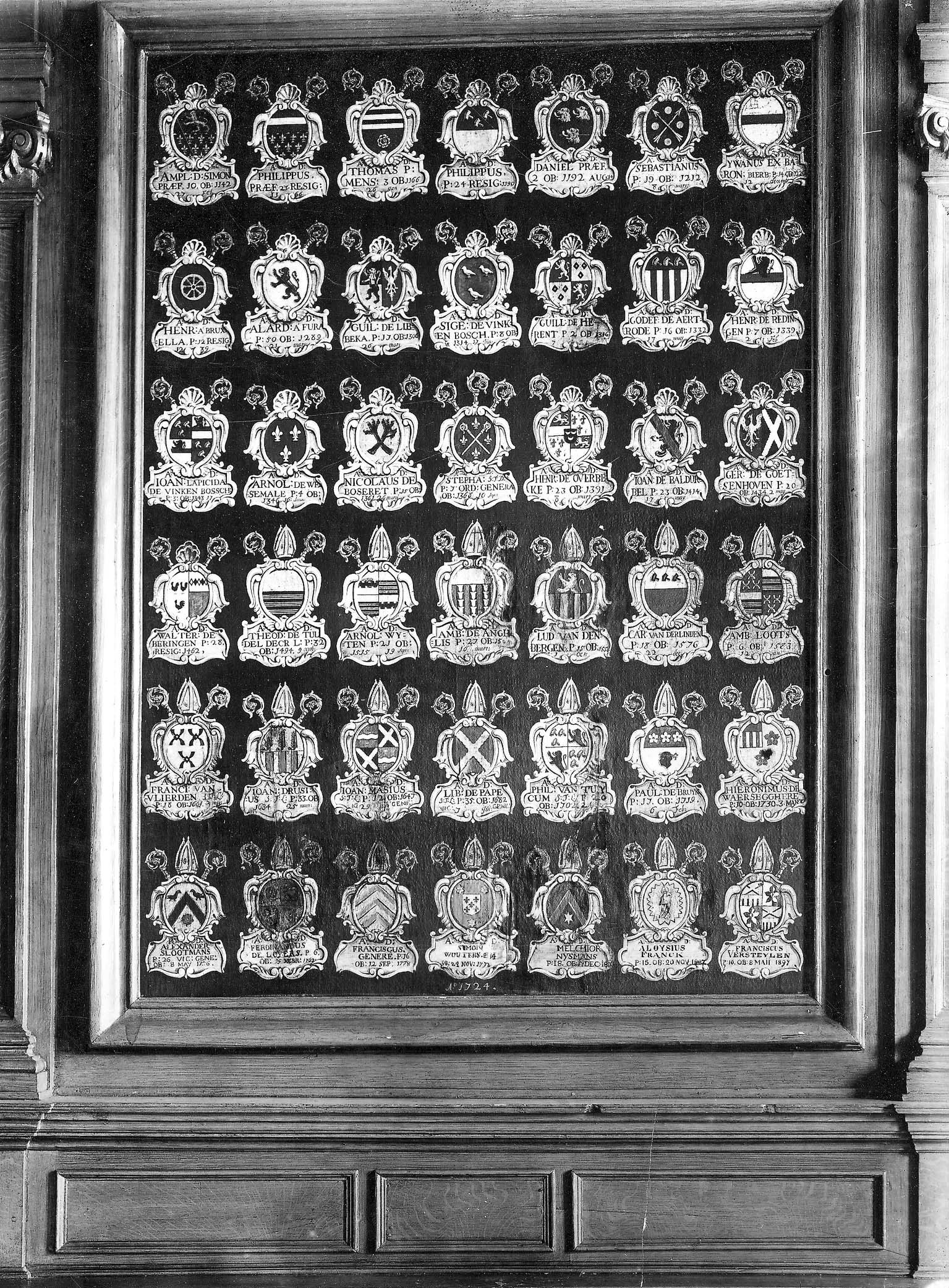
Tableau des armes des abbés de Parc (1724).
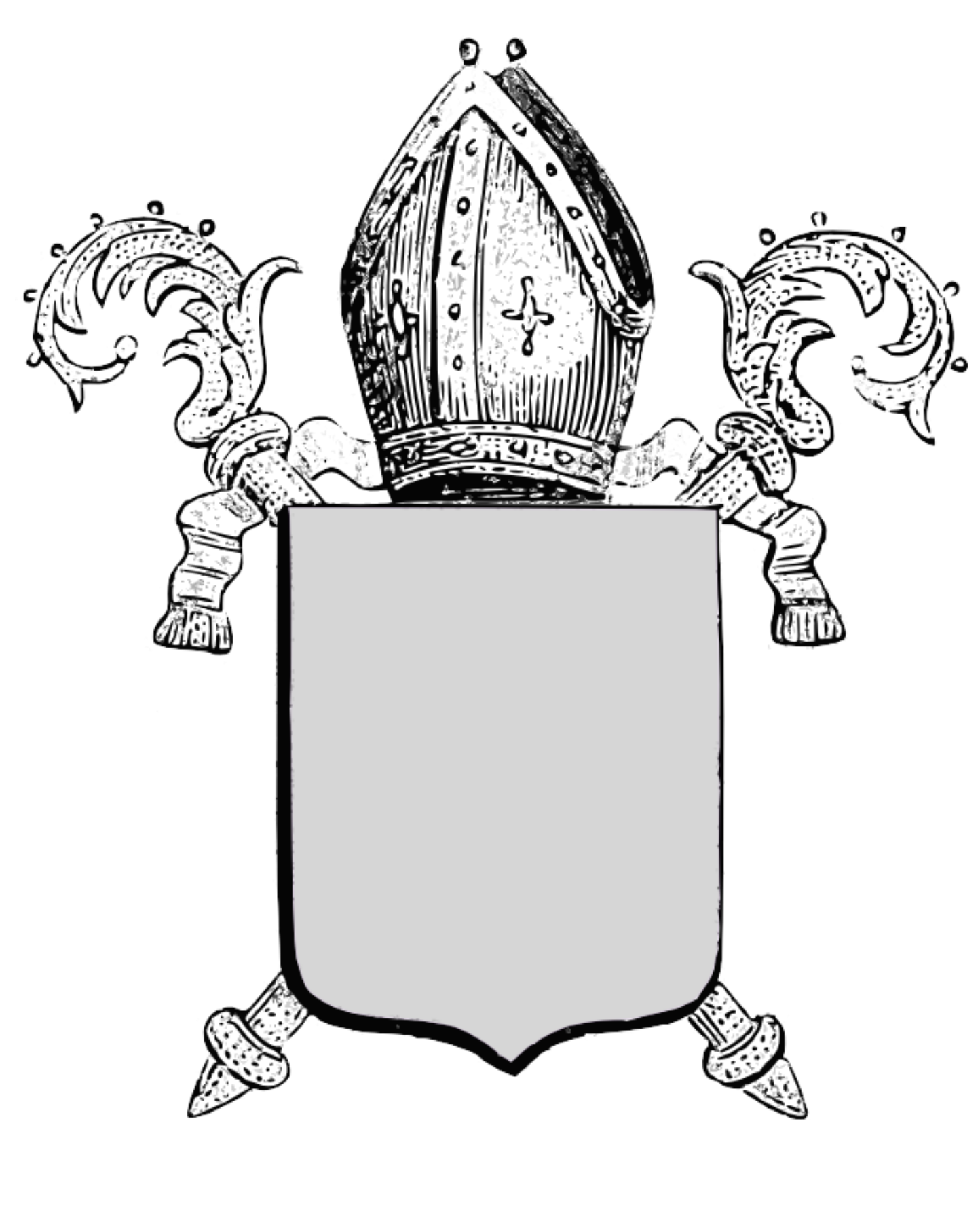
Ornements extérieurs des abbés flamands d'avant la Révolution française.